# Rabin Ajaw
Rabin Ajaw, también expresado como Rabin Ajau o Rab'in Ajaw, es un festival maya indígena anual celebra en el departamento de Verapaz, Guatemala, con foco en la ciudad (y capital) Cobán . Se celebra el último sábado de julio. Algunos la consideran la fiesta maya más grande e importante.  Incluye fuegos artificiales, procesiones con ropas tradicionales y bailes tradicionales. En lengua maya q'eqchi, el nombre de la fiesta significa "la hija del rey".

## Selección de la Reina
El evento principal de la fiesta en Cobán es la selección de una Reina de las concursantes.
Los requisitos para participar son:
- mujer joven (técnicamente no hay un límite de edad, pero entre 18 y 24 años son preferidos) de ascendencia maya
- alfabetizada
- sin parentesco con organizadores, miembros del comité, o jueces
- no haber participado en años anteriores
- no en una relación de pareja. También la ganadora está obligado  permanecer soltera por un año después de ganar.

Todos las concursantes dan un discurso inicial sobre uno de los siete temas predeterminados en español además de su idioma maya nativo.   Es importante el conocimiento de la lengua maya. Por ejemplo, el estudio de Elizabet Rasch incluye historias de concursantes que fueron humillados a causa de no poder hablar su lengua materna.  Después de los discursos iniciales, se eligen trece concursantes para responder preguntas adicionales sobre múltiples temas, luego los jueces seleccionan una ganadora.
La reina saliente corona a la nueva reina. La corona es plateada con tres plumas de quetzal, el ave nacional de Guatemala. Las aportaciones de la Reina sobre problemas importantes de la comunidad son importantes.
Las celebraciones comienzan por la noche, normalmente a las 8 p. m. o más tarde.

## Historia
Desde la década de 1930 se celebraba en Cobán una feria con un concurso de belleza.
En 1969, el profesor Marco Aurelio Alonzo propuso la creación de Rabin Ajaw como un festival separado para conmemorar la fundación de Cobán. Rasch dice que el auge de los concursos de belleza indígenas como el Rabin Ajaw es una forma de reapropiarse de la cultura indígena. Desde la década de 1970, la narrativa de los concursos se volvía cada vez más política y representativo de la identidad maya. 
A principios de la década de 2000, varios organizadores indígenas protestaba el evento. Decían que lo "folcloriza la cultura maya".